# Piedra Clavada (Santa Cruz)
Piedra Clavada es una localidad rural argentina del departamento Deseado en la provincia de Santa Cruz.  Aunque no hay registro que detentó un centro poblacional con forma de pueblo, las estancias y yacimientos que rodean la zona de la estación conformaron un tipo de localidad con población rural dispersa.

## Toponimia
El nombre de la localidad fue tomado de su estación, cuyo nombre recuerda a una gran piedra que se halla clavada en un campo denominado «Ludden» en inmediaciones. Esta denominación se impuso en forma definitiva el 8 de octubre de 1914 por un decreto presidencial dictado en reemplazo de la denominación «Km 250», que hace referencia progresión kilométrica. Por último, la estación fue nombrada con la abreviación P. Clavada, siendo posible una preferencia por el segundo nombre a modo local. Este fenómeno se da en otras localidades cercanas que truncan de modo coloquial sus nombres compuestos en favor de uno de ellos como Caleta (Olivia), Comodoro (Rivadavia) o Deseado (Puerto).

## Historia
La localidad comenzó su vida gracias a la instalación de estación Piedra Clavada del Ferrocarril Puerto Deseado a Colonia Las Heras el 7 de octubre de 1914. La estación fue emplazada en el kilómetro 251 y pensada inicialmente como de tercera clase. No obstante, su uso se tornó superior a esa categoría ya que desempeñaba todos servicios de pasajeros, cargas, encomiendas y hacienda. En el informe de 1958 asegura que era una de las pocas estaciones de este tipo con infraestructura para hacienda que aun ofrecía este servicio. Para sus tareas se valía de: apartadero 721m, desvíos de 90 m, estanque Parcus 45 m³, corral de 577 m² y caseta caminero. Además, Piedra Clavada contaba con agua relativamente al alcance por tener la capa freática a 9.5 m.
La importancia poblacional de la localidad hizo que se creara en el sitio estafeta postal habilitada el 7 de septiembre de 1914. Inició sus tareas con el nombre "Kilómetro 250". No obstante, la denominación fue efímera ya que para el 25 de noviembre del mismo año fue redenominada a Piedra Clavada. El movimiento generado por la localidad logró que el 9 de abril de 1915 la estafeta fuera ascendida de categoría, y por consiguiente se incrementó el sueldo a quién la atendía. Algunos de sus responsables tuvieron la doble función de jefe estación y encargado estafeta: Aniano R. Luna en 1925, Roberto C. Sjostron, 1930 y Remiggio Forchiassin, 1935. El trabajo constante del correo posibilitaron que fuera de las últimas unidades postales activas del ramal
Por otro lado, el 11 de julio de 1921, por decreto de carácter general, el Poder Ejecutivo Nacional a cargo de Hipólito Hirigoyen  dispuso que la Dirección de Tierras del Ministerio de Agricultura, previera reservas para la formación de pueblos en los Territorios Nacionales. Específicamente, en el norte de la Provincia de Santa Cruz. De este gran número de nuevas localidades se decretó el nacimiento formal de Piedra Clavada, que según el censo de Territorios Nacionales no tenía habitantes. El mismo decreto de creación del poblado de Piedra Clavada y los restantes pueblos que debían crearse en los alrededores de las estaciones. De este modo, se autorizó el trazado de estos pueblos hecho en cada caso sobre una superficie de 2.000 has., siempre que pueda destinarse de esas tierras a la agricultura y reservas para descanso de haciendas. La ausencia habitantes en esta localidad durante el censo se pudo deber a que estaba integrada como zona rural de Las Heras.
La rápida decadencia de la zona fue confirmada por la Guía de Correos y Telégrafos de 1934 con muchas localidades que no alcanzaron los 100 habitantes ya ya no fueron tenidas en consideración. Sin embargo, Piedra Clavada fue la excepción al contar con unos 400 habitantes. Este número le permitió superar a Las Heras y convertirse en la tercera (junto con Jaramillo) más poblada del ramal. Además, fue en este periodo la localidad rural sin centro poblacional más poblada y una de las dos únicas significativas en todo ramal junto con Tehuelches.

El descubrimiento y explotación de gas y petróleo en el norte santacruceño a partir de la década de 1940 incrementó notablemente la economía y habitantes de la zona. Sin embargo, no afectó de igual forma a las localidades rurales como esta que estancaron su población o desaparecieron. Se estima que Piedra Clavada tenía una población que rondaba los 100 habitantes para 1947.

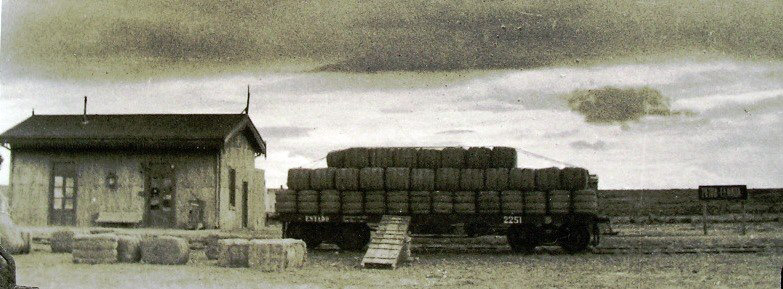
Explotación lanera que recibió la estación en sus mejores años.

Un informe de 1951 confeccionado por la ex Gobernación Militar de Comodoro Rivadavia detalló las estaciones - localidades más importantes del ferrocarril y Piedra Clavada fue mencionada a pesar de ser de tipo rural. Las razones de encontrar a la localidad - estación en esta lista puede estar dada porque se mantenía algo de población importante zona rural de sus inmediaciones o porque su estación mantenía movimientos respetables aun.
El acentuado declive se terminó confirmado en el informe del Ferrocarril Patagónico efectuado en 1957. El mismo enumera las localidades significativas de todo el Ferrocarril de Puerto Deseado a Las Heras. La lista solo menciona con detalle las cifras poblacionales de Deseado y Las Heras. En tanto, las demás poblaciones intermedias entre ambas punta de rieles fueron clasificadas de escasa población y sumaron entre todas apenas 1500 habitantes. 
La decadencia de la localidad fue definitivamente confirmada cuando su estafeta postal fue clausurada el 14 de junio de 1963.
El tren finalizó sus operaciones en julio de 1978, lo que acentuó el éxodo de la poca población que aun prevalecía. Su rápido despoblamiento en parte es explicado la languidez del funcionamiento del ferrocarril que en un principio se enlazaba con las estancias mediante pesadas chatas que acarreaban la producción a las estaciones más cercanas. Luego estas fueron reemplazadas por el camión que se desplazaba desde las estancias directamente hasta el puerto.

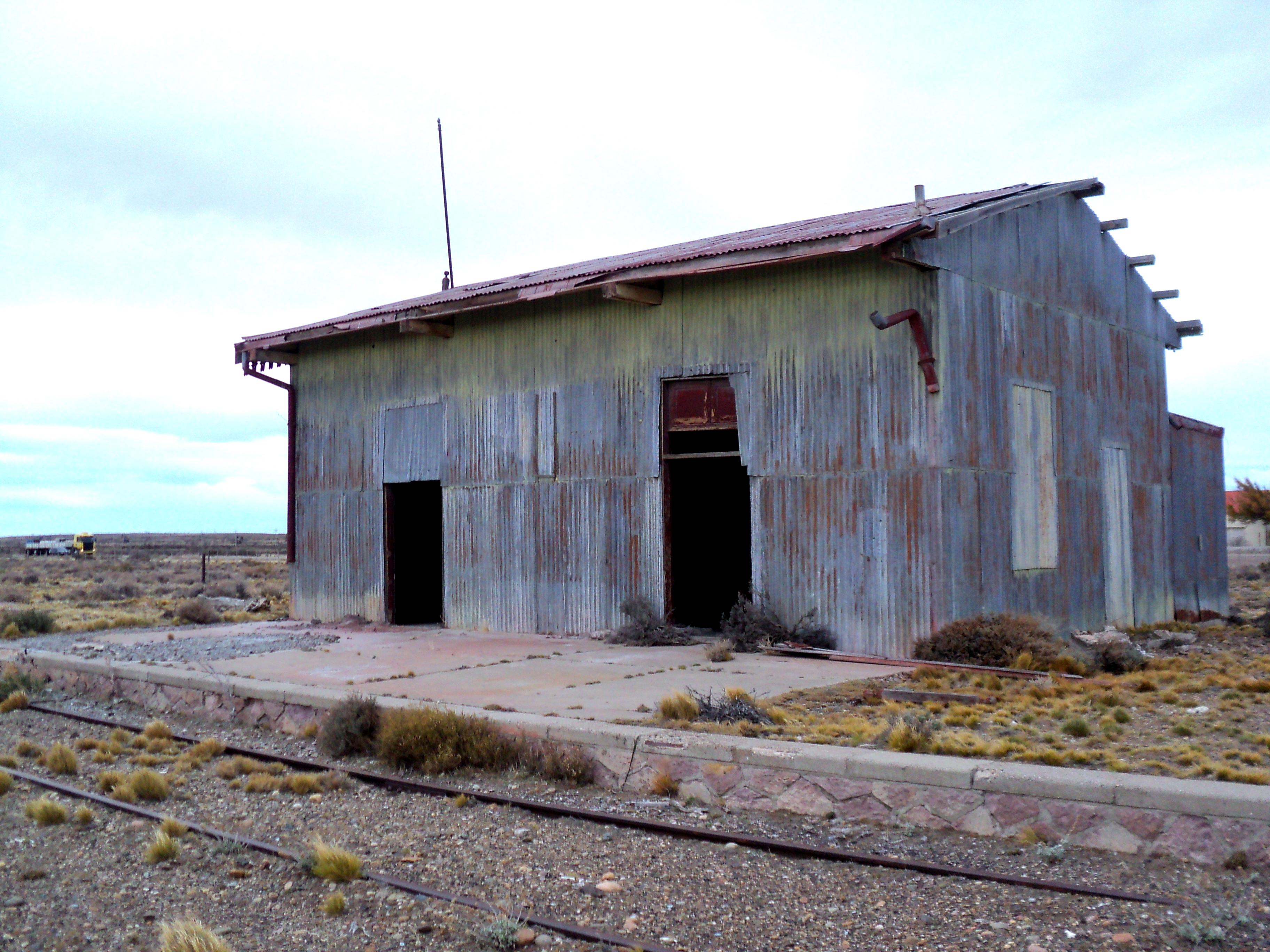
Estación Piedra Parada con notorio abandono.

Hasta inicios de la década de los años 1990 se hallaba en un buen estado de conservación que incluía hasta su cartel nomenclador, siendo con Tehuelches y Minerales las únicas estaciones sin tener un centro poblacional que sobrevivían. No obstante, años posteriores ambas estaciones fueron desmanteladas y solo la de Piedra Clavada sobrevivió; siendo la única estación en todo el tendido que sin un pueblo tradicional prevalece aun en pie. La supervivencia de la estación se pudo deber a que está justo en frente a una estancia particular permanentemente habitada que pudo custodiarla. Sin embargo, en el edificio terminó sufriendo desmanes y el abondo perdiendo sus aberturas y partes de su techo; estando en peligro su continuidad (46°36′04″S 68°31′51″O / -46.6010703, -68.5307448)
Luego del cierre del ferrocarril, Piedra Clavada y su entorno rural no volvieron a ser aludidas por censos. Sin embargo, aun mantiene actividad productiva por descubrirse en un importante yacimiento petrolero que adoptó su nombre y cubre la totalidad de su territorio. De este modo, la memoria de la localidad se conservó  a pesar de que mantenga leve población rural en sus inmediaciones como estancias o bases petroleras. Además, algunos mapas aun recogen el nombre de la población como es el caso de Google Maps.
A pesar de que Piedra Clavada fue nombrada como clave en el plan de reactivación de 2008 no fue reconstruida o puesta en valor. Toda la ejecución del plan de reacondicionamiento del ramal prometió que en la primera etapa que en 2 meses el tren comenzaría a circular. Las obras no fueron significativas y tardaron a pesar de que contaban con una partida de $90.084.733. Para 2015 Cristina Fernández reinauguró un tramo de la obra. En tanto el ministro del Interior y Transporte, Florencio Randazzo, aseguró que la obra demandó una inversión de 92 millones de pesos ampliando el presupuesto original. Además se dijo que la obra estaría finalizada en 90 días y conectará Puerto Deseado con el norte de la provincia. Pese a la gran suma invertida por el estado y la inauguración en 2015 de las obras por parte del gobierno peronista, el ferrocarril no volvió a funcionar y gobierno fue acusado de un perjuicio de $92.000.000 de obra pública malversada.
En octubre de 2024 el gobernador Claudio Vidal anticipó que trabaja en el proyecto de recuperación del ferrocarril. El político aseguró que el tren cubriría los 285 kilómetros de recorrido y volvería a pasar por las estaciones Las Heras, Piedra Clavada, Koluel Kayke, Pico Truncado, Minerales, Fitz Roy, Jaramillo, Tellier y Puerto Deseado. Además, el proyecto presentó mapa que representa el trazado ferroviarios y las estaciones más importantes; siendo Piedra Clavada clave para la reactivación del ferrocarril que girara en torno al turismo y a los fletes de la industria petrolera con destino al puerto.

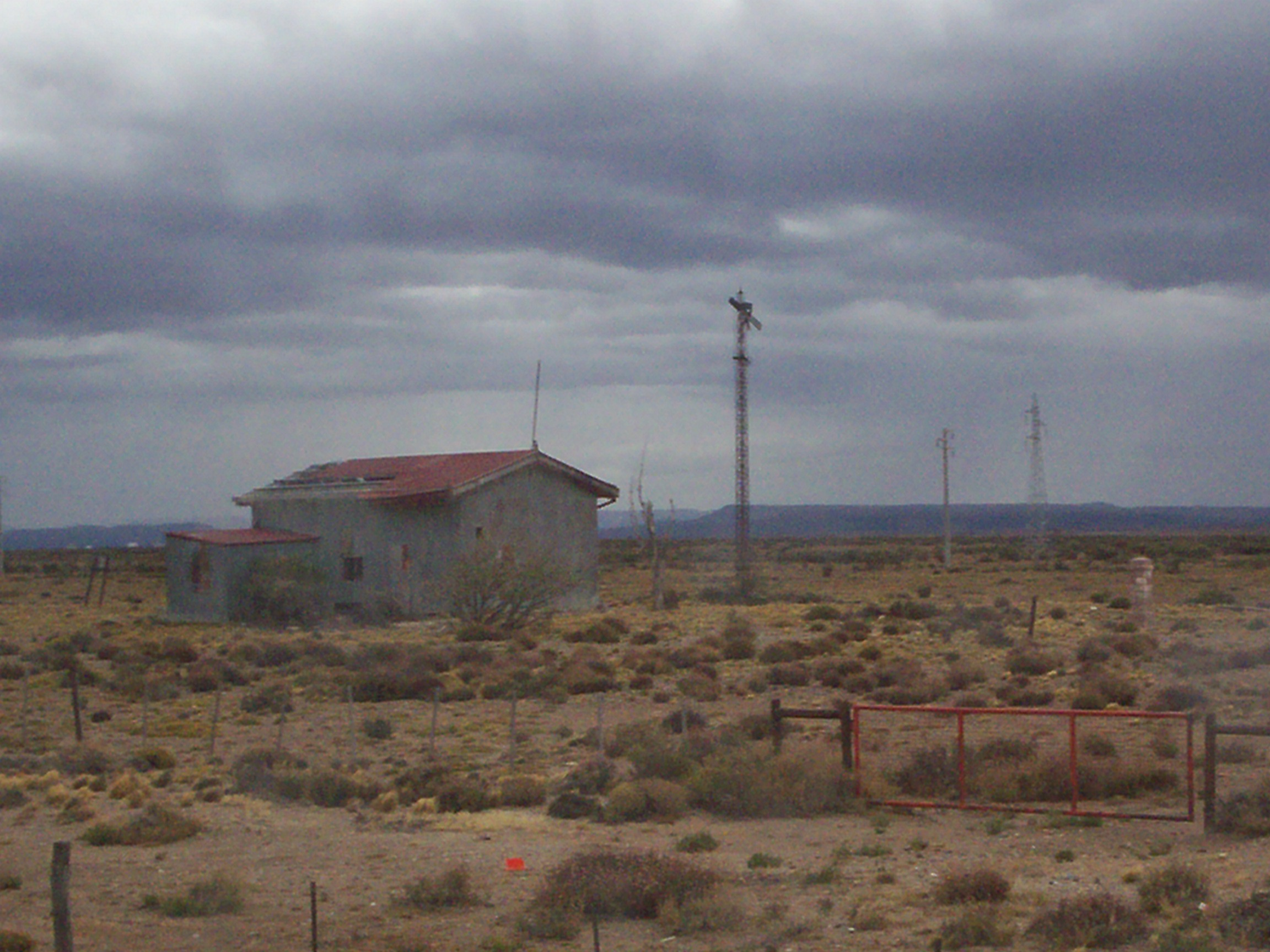
Vista actual de la estación con daños estructurales graves y a lo lejos un campamento petrolero dentro de la localidad.